# Balliol College

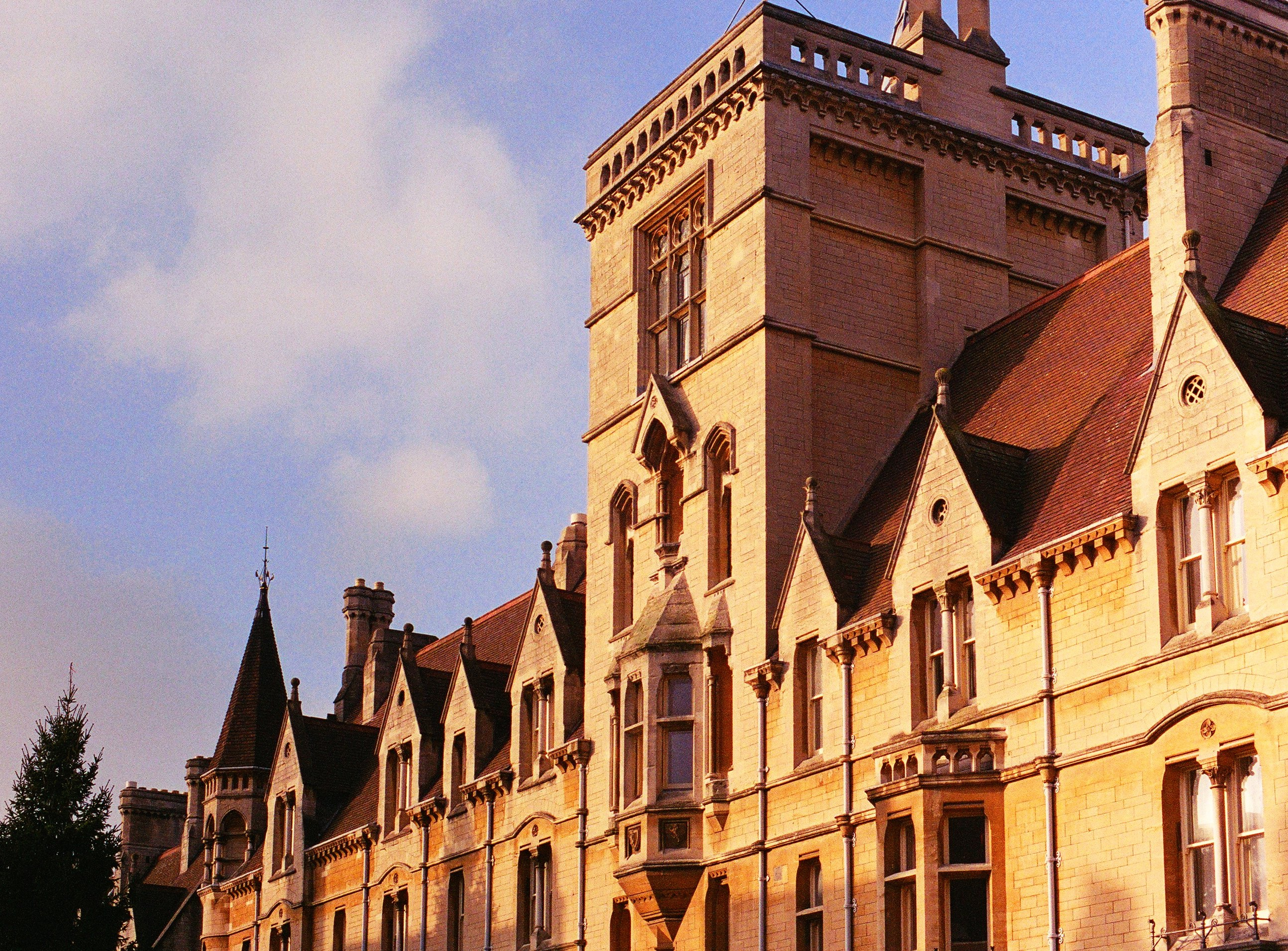
Balliol College

Balliol College is een van de colleges van de Universiteit van Oxford in het Verenigd Koninkrijk, en wel een van de oudste. Het is  gesticht in 1263, en een zustercollege van St John's College in Cambridge.

## Geschiedenis
Het college werd onder leiding van de bisschop van Durham in 1263 gesticht door John I de Balliol, een Schotse edelman van Picardische oorsprong. Na zijn dood in 1269, maakte zijn weduwe Dervorguilla van Galloway de stichting definitief: ze bracht de nodige goederen in en formuleerde in 1282 de statuten van het college. Het college bleef lange tijd van bescheiden formaat. In de zestiende eeuw viel Balliol op door trouw aan de Rooms-Katholieke Kerk en weerstand tegen het anglicanisme.
Het college werd hard geraakt door de Engelse Burgeroorlog. In 1642 verstrekte het college een "lening" van zijn goud en zilver aan de Britse Kroon - een lening die tot op heden nog niet is terugbetaald. In 1666 vernietigde de Grote brand van Londen een flink deel van de bezittingen van het college in onroerend goed, waardoor het nog armer werd. Pas aan het begin van de achttiende eeuw verbeterde de financiële situatie van het college.
Onder leiding van Benjamin Jowett (1817-1893), master van Balliol College van 1870 tot aan zijn dood, werd het college steeds belangrijker. Sinds het eind van de negentiende eeuw scoort Balliol steeds beter binnen de universiteit van Oxford.

## Studenten en alumni
Traditioneel behoren de studenten tot de politiek actiefste van de universiteit: verschillende premiers van Groot-Brittannië zijn oud-studenten.
Enige van de oud-studenten van Balliol zijn:
- Nelson Annandale, zoöloog en antropoloog
- Herbert Henry Asquith, premier van Groot-Brittannië
- John Beazley, kunsthistoricus
- Hilaire Belloc, schrijver
- Cyril Connolly, schrijver
- Robertson Davies, schrijver
- Richard Dawkins, etholoog
- Kenneth Dover, geschiedkundige
- Charles Du Bos, literair criticus
- John Evelyn, memorialist van de republikeinse periode, theoreticus van het platteland
- Graham Greene, schrijver
- Harald V van Noorwegen
- Edward Heath, premier van Groot-Brittannië
- Aldous Huxley, schrijver
- Anthony Powell, schrijver
- Harold Macmillan, premier van Groot-Brittannië
- Jean de Menasce, theoloog en oriëntalist
- Claude Montefiore, theoloog
- Benedict Nicolson, kunsthistoricus
- Harold Nicolson, diplomaat en schrijver
- Nigel Nicolson, schrijver
- Olav V van Noorwegen
- John Pope-Hennessy, kunsthistoricus
- Bob Rae
- Sacheverell Sitwell, kunsthistoricus
- Adam Smith, econoom
- Logan Pearsall Smith, essayist
- Olaf Stapledon, schrijver
- Algernon Swinburne, dichter
- Arnold Joseph Toynbee, geschiedkundige
- Adam von Trott zu Solz,  diplomaat
- Richard von Weizsäcker, president van Duitsland
- John Wyclif, hervormer
- Nevil Shute, schrijver
- Christopher Hitchens, journalist

## Trivia
- Het college staat onder bescherming van de heilige Catharina van Alexandrië. Het is gekoppeld aan het college van Sint John in Cambridge.